# Now Is Good
Pour plus de détails, voir Fiche technique et Distribution.
Now Is Good ou Maintenant ou jamais au Québec, est un film britannique réalisé par Ol Parker, sorti en 2012.
C'est une adaptation du livre Je veux vivre de Jenny Downham paru en juin 2008 en France.

## Synopsis
Tessa est diagnostiquée de leucémie lymphoblastique aiguë. Malgré quatre ans de chimiothérapie, elle apprend que son cancer est en phase terminale et ses docteurs ne lui donnent pas très longtemps à vivre. Avec l'aide de sa meilleure amie Zoey, Tessa écrit la liste de toutes les choses qu'elle veut faire avant de mourir, y compris des expériences risquées qu'il faut avoir vécu au moins une fois dans sa vie selon elle. Sur cette liste, Tessa dit vouloir tomber amoureuse avant de mourir. Elle rencontrera Adam.

## Distribution

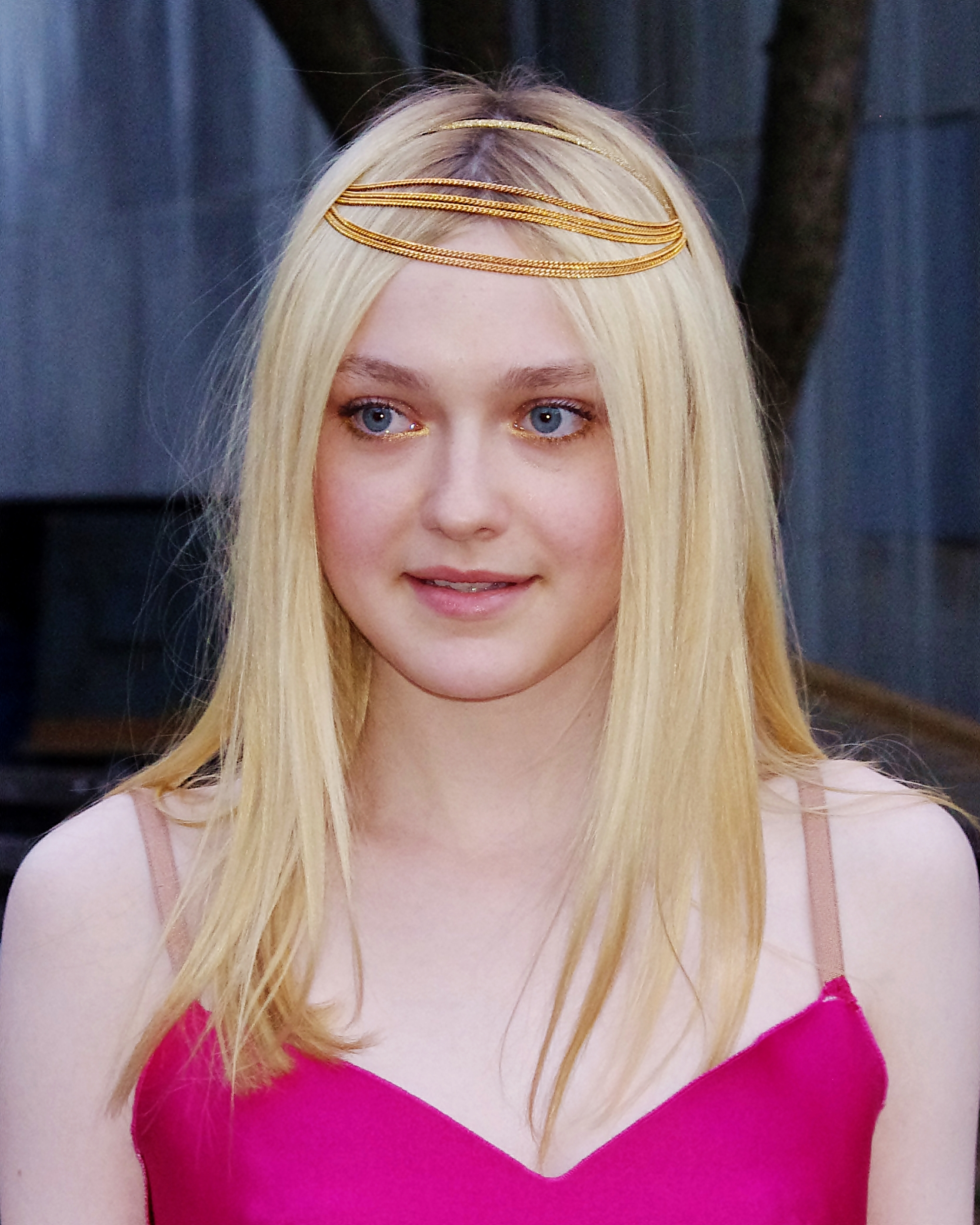
La tête d'affiche Dakota Fanning, l'année de sortie du film.

- Dakota Fanning (VQ : Claudia-Laurie Corbeil) : Tessa Scott
- Jeremy Irvine (VQ : Gabriel Lessard) : Adam
- Paddy Considine (VQ : Martin Watier) : le père de Tessa
- Olivia Williams (VQ : Anne Bédard) : la mère de Tessa
- Edgard Canham : Cal
- Kaya Scodelario (VQ : Sarah-Jeanne Labrosse) : Zoey
- Joe Cole : Scott
- Patrick Baladi (VQ : Thiéry Dubé) : Richard
- Rose Leslie (VQ : Léa Coupal-Soutière) : Fiona

Source et légende : Version québécoise (V.Q.) sur Doublage Québec.

## Distinctions
- Festival international des jeunes réalisateurs de Saint-Jean-de-Luz 2012 :
  - Chistera du meilleur film
  - Chistera du meilleur réalisateur pour Ol Parker
  - Chistera du public
  - Chistera du jury des jeunes

- Festival Film by the Sea 2013  2012 : prix du public